# Halimium halimifolium
Halimium halimifolium är en solvändeväxtart. Halimium halimifolium ingår i släktet Halimium och familjen solvändeväxter.

## Underarter
Arten delas in i följande underarter:
- H. h. halimifolium
- H. h. multiflorum
- H. h. riphaeum

## Bildgalleri

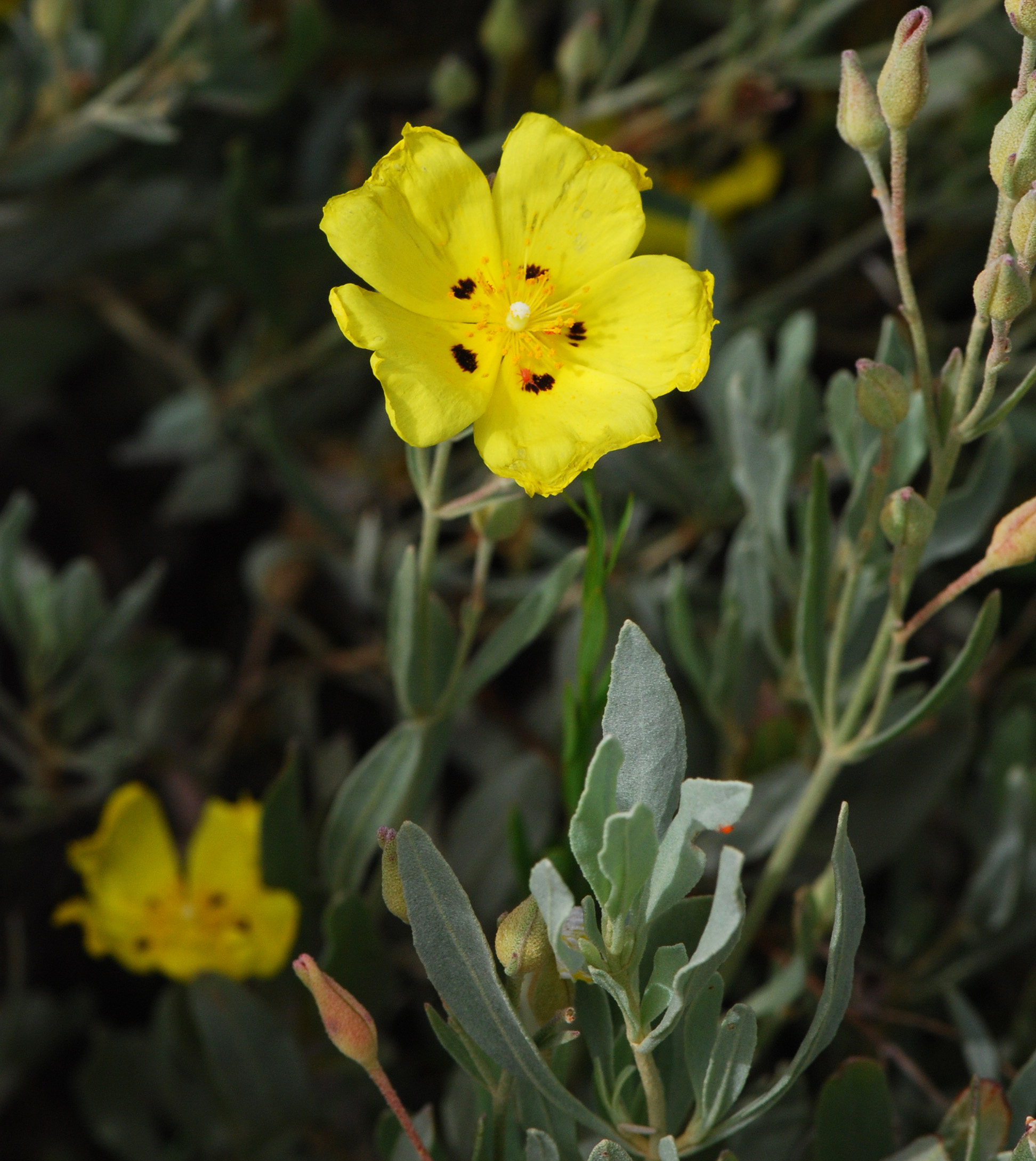
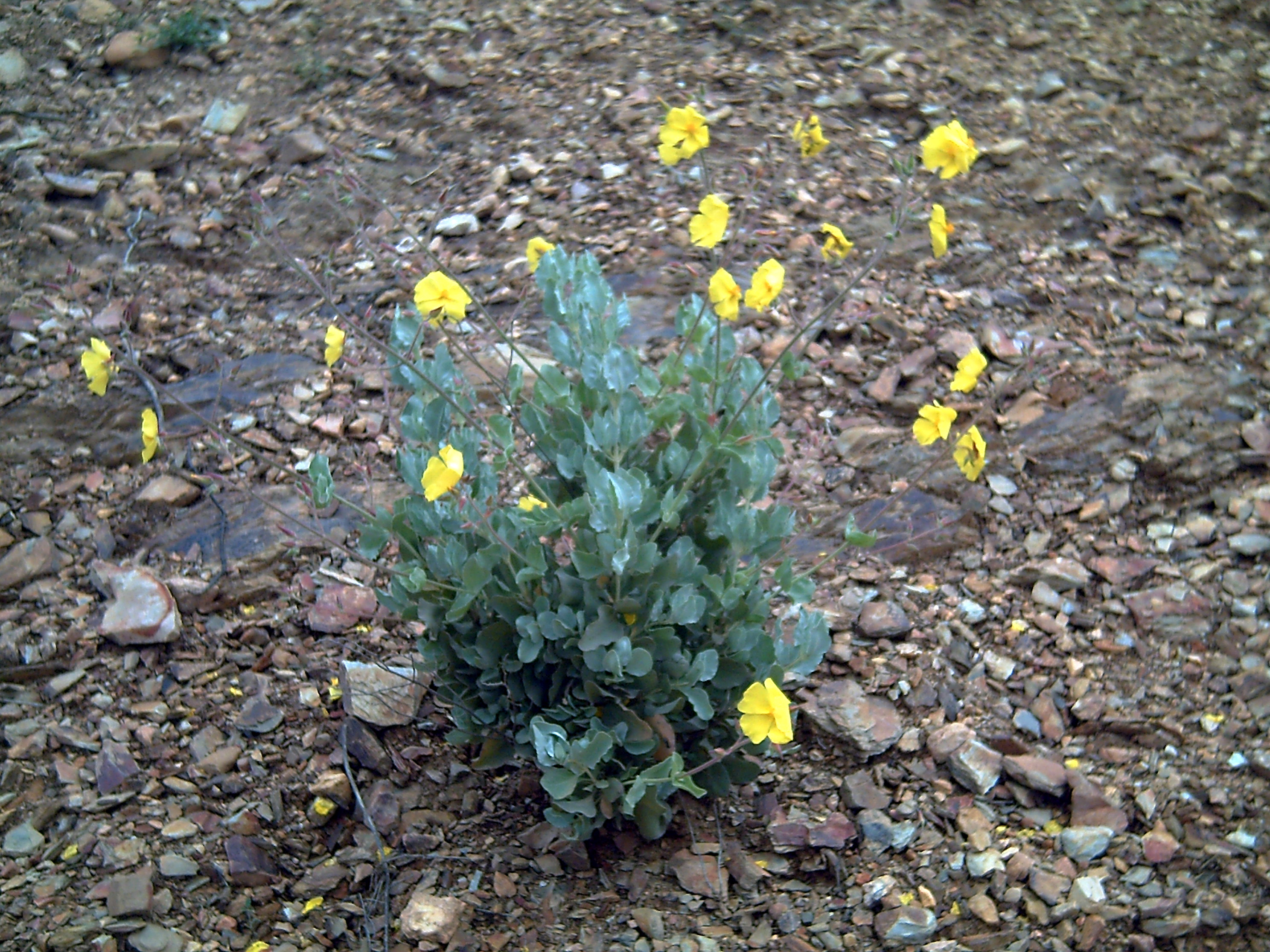
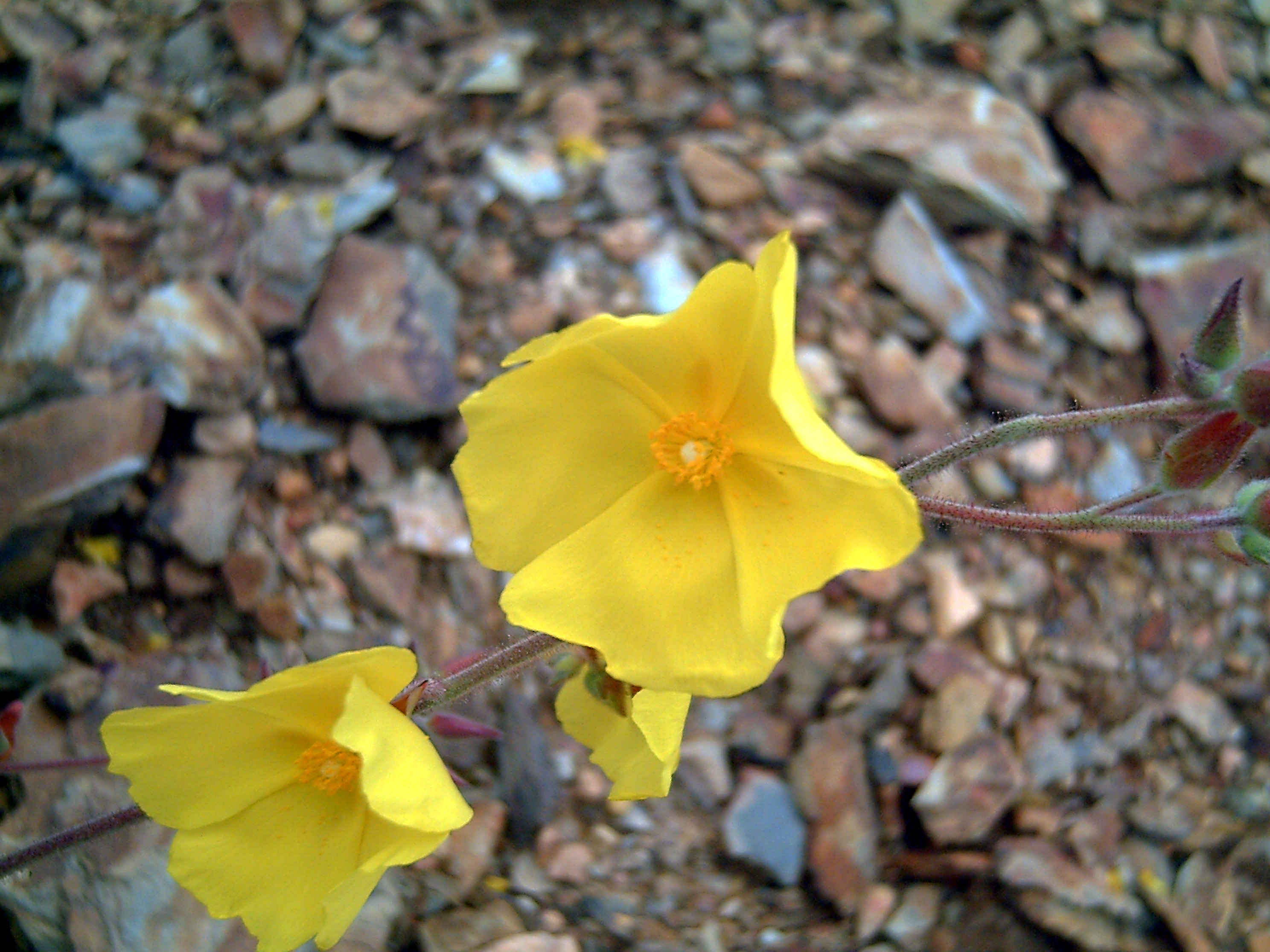
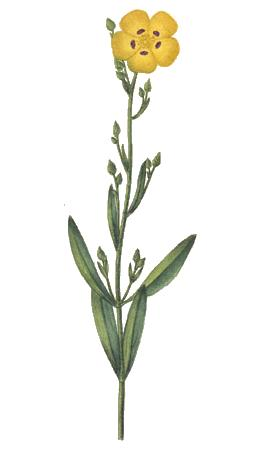
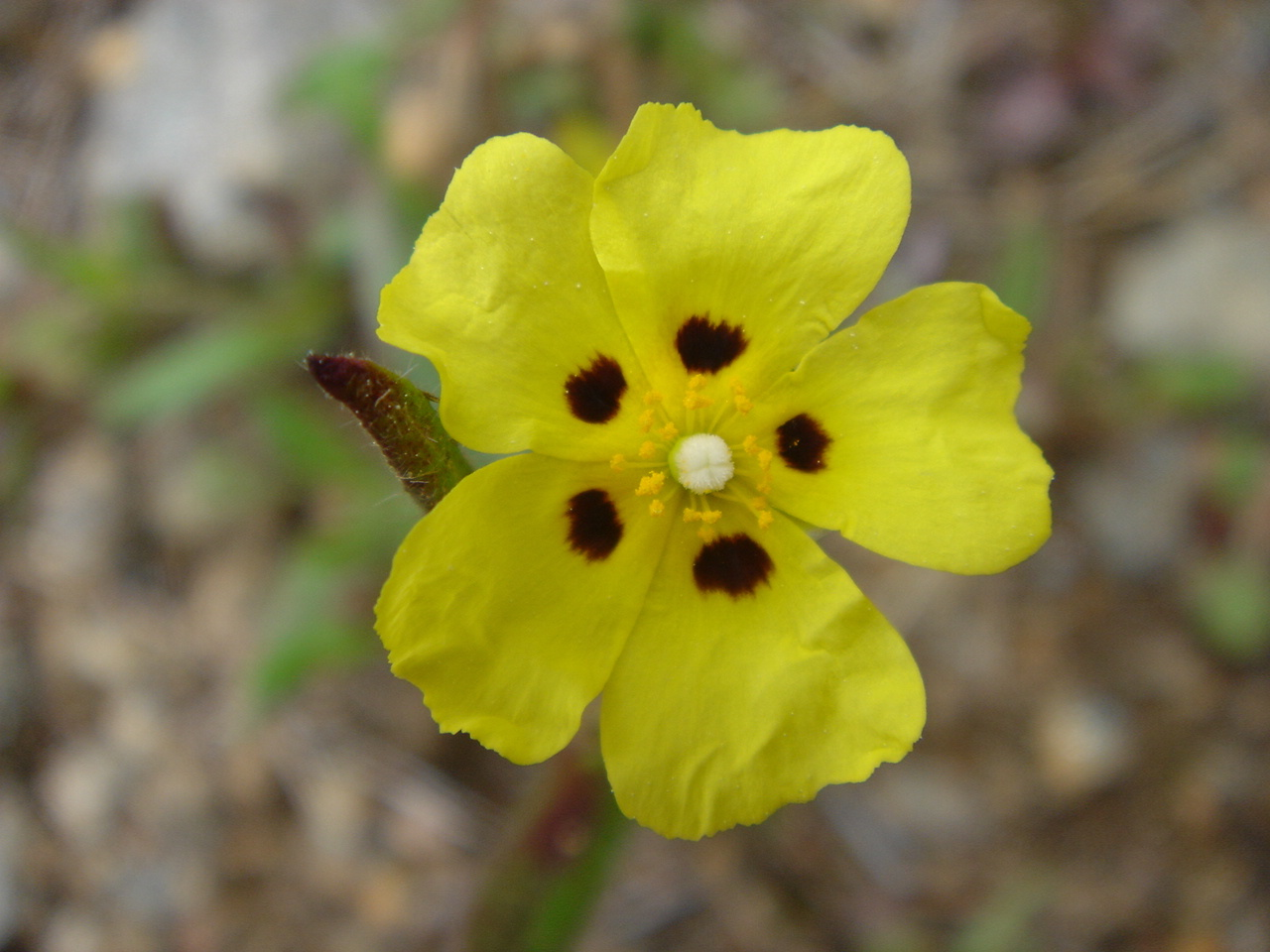
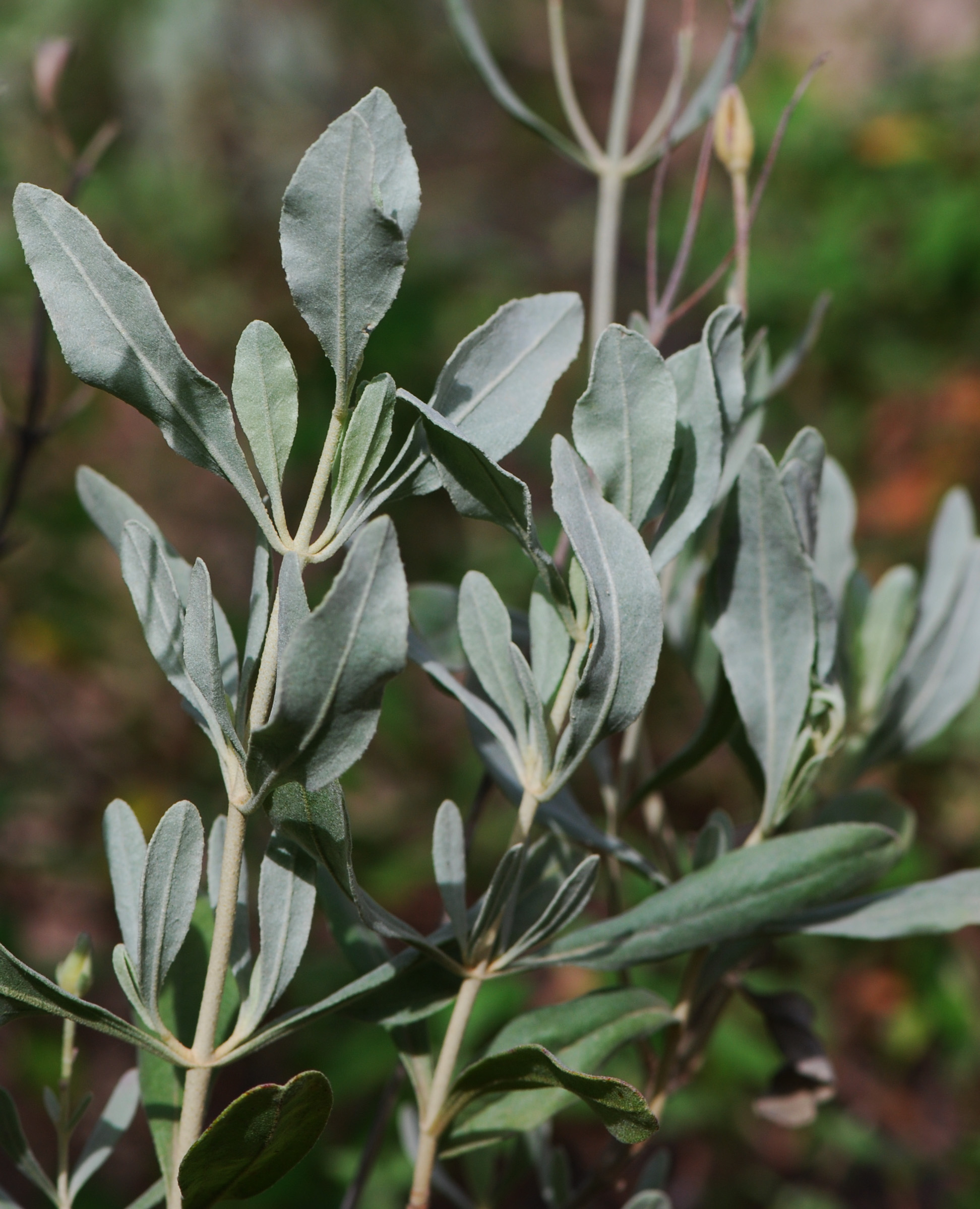